# عيسى أبو شرار
عيسى عبد الكريم إبراهيم أبو شرار (وُلد في 28 نوفمبر 1936) رجل قانون وقاضي فلسطيني شغل منصب رئيس مجلس القضاء الأعلى الفلسطيني في الفترة 2005–09، كما شغل لمرة أخرى رئاسة مجلس القضاء الأعلى ورئاسة المحكمة العليا الفلسطينية ومحكمة النقض بين عامي 2019 و2024.

## الحياة العملية
تولى أبو شرار مواقع عدة خلال حياته العملية، حيث صار رئيسًا لمحكمة استئناف قضايا الدخل لكونه قاضي محكمة بداية في 1 مارس 1997. وفي 10 فبراير 1996، عُين قاضيًا في المحكمة المركزية الفلسطينية. ولاحقًا في 1 يونيو 2000، صار عضوًا في مجلس القضاء الأعلى الفلسطيني.
في 22 يوليو 2005، عُين نائبًا لرئيس المحكمة العليا الفلسطينية. وفي 31 أكتوبر 2005، عُين رئيسًا لمحكمة قضايا الانتخابات. وفي 25 ديسمبر 2005، عُين رئيسًا للمحكمة العليا الفلسطينية، ورئيسًا لمجلس القضاء الأعلى الفلسطيني. وفي 29 نوفمبر 2009، أُحيل للتقاعد من منصبه رئيسًا للمحكمة العليا الفلسطينية ورئيسًا لمجلس القضاء الأعلى الفلسطيني.
في 25 يناير 2010، عُين رئيسًا للجنة المستقلة لمتابعة توصيات تقرير جولدستون المتعلقة بالسلطة الوطنية الفلسطينية. وفي 5 أبريل 2015، صار عضوًا في اللجنة الوطنية لمكافحة غسل الأموال.
في 15 يوليو 2019، عُين رئيسًا للمحكمة العليا الفلسطينية، ورئيسًا لمجلس القضاء الأعلى الانتقالي. وفي يناير 2021 أدى اليمين القانونية رئيسًا لمجلس القضاء الأعلى، ورئيسا للمحكمة العليا ومحكمة النقض.
في 12 مارس 2024، وافق الرئيس محمود عباس على استقالة أبو شرار من منصبه رئيسًا لمجلس القضاء الأعلى.

## جوائز مستلمة
- وسام نجمة الشرف الفلسطينية، 2023.